# ACCESS TO YOU
NACK5 ACCESS TO YOU（ナックファイブ アクセス トゥー ユー）は、NACK5が放送していたラジオ番組。2005年4月より放送開始。2011年3月27日の放送をもって終了した。NACK5のスタジオ・アルシェ（大宮スタジオ）から公開生放送をしていた。hithit.comで生中継動画を視聴できる。番組名がスポンサーにより変わる。
- 2005年4月-2009年9月 - au Presents NACK5 ACCESS TO YOU
- 2010年2月-2010年3月 - UR都市機構 Presents NACK5 ACCESS TO YOU

その後、日曜の午後ワイド番組はアイドルをフィーチャーする『〜IDOL SHOWCASE〜 i-BAN!!』に代わる。

## 歴代パーソナリティ
- 黒田治（2005年4月-2011年3月）
- 上條ひとみ（2005年4月-2007年9月）
- 伊原凛（2007年10月-2008年9月）
- 元井美貴（2008年10月-2011年3月）

## スタッフ
- 制作：Sさん
- ディレクター：Hさん
- AD：Kさん（まれに黒田に本名で呼ばれる）
- ミキサー：「タケちゃん」他3名（週変わりで担当）

番組放送中、黒田がスタッフの名前をイニシャルで呼ぶ。

## 放送時間（日本時間）
- プロ野球・オフシーズン期
  - 毎週日曜日 16:00-20:00
- プロ野球・シーズン期
  - 毎週日曜日
    - 16:00-21:00（ライオンズ戦デーゲームの場合・野球中継終了後の番組開始のため、短縮の場合あり。遅くとも17:00スタート）
    - 12:55-16:55（ライオンズ戦ナイトゲームの場合）

終了時間は、2008年6月まで20:30、2010年6月まで20:00、2010年7月から21:00となった。

## タイムテーブル兼コーナー
2010年7月時点のタイムテーブル（時間は目安。17時からの4時間編成の場合）。
- 17:00 オープニング
- 17:10 ACCESS TO YOU WEEKLY TOPICS
その週のニュースをピックアップし、1つの項目に対して黒田がコメントを残す。
- 17:15 男女の気になるアレをランキング!
gooランキングなど、ランキングの中から男女関係に関するランキングテーマをピックアップする。
- 17:30 NACK5 TRAFFIC
日本道路交通情報センターから伝える。交通情報は関東地方の高速道路と首都高速道路、埼玉県内の一般道路が中心。
- 17:33 ranKing ranQueen流行りものカウントダウン
ランキンランキンについては項目を参照。今流行っている雑貨を毎週ジャンルをチョイスしてカウントダウン形式で紹介。
- 17:50 SPORTS EXPRESS
本社スタジオからの中継で、ニュースアナウンサーがスポーツニュースを読み上げる。
- 18:01 NACK5 TRAFFIC
- 18:03 レコチョクウィークリーランキング
レコチョクの着うたフルウィークリーランキングTOP10をカウントダウン。TOP10の中から何曲かを流す。
- 18:30 NACK5 TRAFFIC
- 18:33 FEATURE CAFE
ゲストコーナー。以前は19時台前半に放送されていた。公開生放送のため、アーティストの観覧が可能。観覧には整理券が必要な場合がある。アーティスト側の意向により、インターネット中継を行わないことがある。
- 19:01 NACK5 TRAFFIC
- 19:03 黒田's セレクション
「歌はあなたの思い出の目次」。黒田一押しの曲を届ける。
- 19:10 リスナーのみなさんと黒田の時間
RADIO-X金曜日の「黒田の時間」の復活版。黒田が雑誌や新聞などから、気になった情報を話す。
- 19:20 世界ちょいアホニュース
国内外のゴシップニュースを紹介するコーナー。
- 19:30 NACK5 TRAFFIC
- 19:45 モッキーWeather 〜フラダンス天気予報〜 モッキーセレクション
気象予報士である元井が、天気に基づいた雑学を語るコーナー。最後は元井の得意技であるフラダンス天気予報で締めくくる。スタジオ前やインターネット中継では、実際にフラダンスをしている模様を見ることができる。以前は「Me ke Aloha Pumehana。モッキーWeather!!」の名で16時台最後に放送していた。天気予報の後は、元井がその週の天気にちなんだ曲を届ける。
- 20:01 NACK5 TRAFFIC
- 20:03 気になるアレレランキング
17時台の「男女の気になるアレをランキング!」のパート2。20時台ならではのランキングを扱う。
- 20:17 ザ・更地
特に内容が決まっていない、何でもありのコーナー。
- 20:30 NACK5 TRAFFIC
- 20:40 男と女の心模様 〜つやつや川柳〜
色気のある川柳をリスナーから募集し紹介するコーナー。
- 20:55 エンディング
明日の天気と来週のゲスト、来週1週間の予定を伝える。時間が有ればリスナーからのメッセージを読む。最後は黒田と元井の「Let's positive!New weekで〜す!!」の一言で締めくくる。

## 過去のコーナー
- 『au EZ着うたフル トピックス』（上條）
- 『au EZ着うたフル レコメンデーション』（伊原）→現『au EZ着うたフル スペシャルチョイス』
- 『ACCESS TO A DREAM』
- 『オサム監督単独ライブへの道』
- 『何でもファイル』→現『Anything anything!何でもありありプレイス!』

## その他
- インターネット中継も行っている（但し、基本的には元井のアップのみ。ゲストコーナーはゲストのアップ）。
- この番組では、CM中や曲をかけている間に黒田、元井とホワイトボードで、スタジオのガラス越しに会話することができる。
- 黒田はこの番組では、元井のあだ名（「モッキー」）をあやかって、「クッキー」というあだ名が付いている。
- 毎週放送されている番宣スポットには黒田と元井だけでなく、スタッフもよく出演している。特に出演しているスタッフは、この番組の構成作家である。このスポットは内容が本編とまったく関係のないラジオコントで、最後に元井が番組名と放送時間を言うという構成になっている。このスポットをほかの番組のパーソナリティがいじることが多い。また、過去のスポットが番組内でも流れる。
- この番組のパーソナリティは、当時番組の冠スポンサーであったauに対する配慮のためか（番組名自体も、初期のauのキャッチコピー「access to u (you) 〜あなたに、あう。」にちなむ）、NTTドコモがスポンサーのNACK5年末のカウントダウンライブ「様ソニ」に出演しなかった。また、番組中は様ソニの話題を極力避けていた。
- 2007年3月4日の放送で、100回記念を迎えた。
- 2007年5月27日の放送では、7時間半スペシャルを行った（途中で特番による中断あり）。
- 2009年2月15日の放送で、200回記念を迎えた。元井は私物のメイド服を着て番組に臨んだ。
- 元井は先々代・先代のパーソナリティが「大物」と結婚したことから（上條はオリックス・バファローズの小松聖、伊原はダウンタウンの松本人志）、黒田に『この番組の女性パーソナリティは結婚運がいいはずなんだけどね』と弄られていた。結局、元井は番組終了時まで未婚であった。
- 終了後、当番組メインMCの黒田は同年4月から平日の夕方枠(平日17:00〜19:45(当初は17:00〜20:00だった。)にて『夕焼けSHUTTLE』のMCが与えられた。

## 番組内キャラクター

### 制作S氏
- リア・ディンゾー
- オデコの長いキイチ
- 川柳ゲンイチロウ
- びいちくタツオ

### ADのK氏
- 白田治（しろたおさむ）

### 黒田
- オサム菌

「FM携帯オンエア局クリックランキング」のタイトルコール時の黒田の声が、時々甲高い声にボイスチェンジ加工される。それはオサム菌と呼ばれ、ごくまれに番宣スポットや、他のコーナーのタイトルコールにも出没する。
- チビチャウ・オサム監督

当初は「鼻歌」で曲を作るという趣旨で冗談半分で始めた企画だったが、大宮系アイドルユニット「バキューム」が結成された事に対抗意識を燃やし、企画路線を替えて歌手デビューを狙った。
- 持ち歌
  - 演歌『拳』
  - 『おやじ汁音頭』
  - ラブバラード『もう一度』
  - 『ロック!チスして』
  - 『HARD WORKER』
  - 封印曲2曲（『ワキ毛で一杯』と『十二指腸ブルース』）※2007年9月23日に、大宮アルシェ1階の特設ステージでオサム監督ライブが開催された。

## 関連番組
- 夕焼けSHUTTLE - 同年4月の平日(月〜木)夕方枠に始まった黒田にとっての後番組。